# Edgewood (New Mexico)
Edgewood ist eine Kleinstadt (town) im Santa Fe County im Bundesstaat New Mexico in den Vereinigten Staaten. Durch Eingemeindungen reichen die Stadtgrenzen nun bis in die Countys Bernalillo und Sandoval. Laut Schätzungen lebten hier 6107 Personen (2019). 

## Geschichte
Siedler, die in den amerikanischen Westen zogen, gründeten die ersten Siedlungen, die zu dem wuchsen, was heute die Stadt Edgewood ist. Unter Ausnutzung der Homestead Acts des Bundes erwarben Pionierfamilien Landansprüche und begannen im späten 19. und frühen 20. Jahrhundert mit der Landwirtschaft und Viehzucht im Gebiet von Edgewood.
Edgewood wurde von einer Gruppe von Bewohnern und Landbesitzern des südlichen Santa Fe County gegründet. Nach der Gemeindegründung im Jahr 1999 wurden große Landflächen eingemeindet. 

## Demografie
Nach einer Schätzung von 2019 leben in Edgewood 6107 Menschen. Die Bevölkerung teilt sich im selben Jahr auf in 92,2 % Weiße, 0,2 % Afroamerikaner, 1,1 % amerikanische Ureinwohner, 0,1 % Asiaten und 1,5 % mit zwei oder mehr Ethnizitäten. Hispanics oder Latinos aller Ethnien machten 28,4 % der Bevölkerung von Edgewood aus. Das mittlere Haushaltseinkommen lag bei 64.931 US-Dollar und die Armutsquote bei 12,0 %.